# Breiðafjörður
Breiðafjörður je záliv Atlantského oceánu při západním pobřeží Islandu. Na jihu je vymezen protáhlým poloostrovem Snæfellsnes, který jej odděluje od zálivu Faxaflói, na severu omývá pobřeží poloostrova Vestfirðir. Záliv je dlouhý 125 km a široký maximálně 50 km.
Jeho název znamená „široký fjord“. První osadu na břehu zálivu založila v 9. století Auðr djúpúðga Ketilsdóttir. Na východním pobřeží se nachází region Dalasýsla, kde se narodil Leif Eriksson. Významným sídlem přímořského regionu je Ólafsvík. Přístavy Brjánslækur na severu a Stykkishólmur na jihu jsou spojeny trajektovou dopravou.
Záliv byl formován riftovým vulkanismem před sedmi miliony let, v pleistocénu oblast pokrýval ledovec. Pobřeží je hornaté, nachází se zde proslulý vrch Kirkjufell. Rozdíl mezi přílivem a odlivem dosahuje až šesti metrů. Záliv je poset ostrovy, jejichž počet se odhaduje okolo tří tisíc. Jediným trvale obydleným je Flatey, známý díky augustiniánskému klášteru s historickým rukopisem Flateyjarbók. V zálivu se provozuje rybolov a sběr mořských řas, zdejší geotermální energie je využívána k získávání mořské soli.
Mys Látrabjarg je nejzápadnějším bodem Islandu a na jeho útesech hnízdí četní mořští ptáci. Na dně Breiðafjörðuru roste chaluhový les s vysokou mírou biodiverzity. Ve vodách zálivu se vyskytuje tuleň obecný, tuleň kuželozubý, plískavice bělonosá, sviňucha obecná a plejtvák malý. Na pobřeží hnízdí berneška tmavá, lyskonoh ploskozobý, kormorán chocholatý, papuchalk severní a jespák rezavý. V zálivu byla vyhlášena přírodní rezervace, která je navržena k zařazení na seznam Světového dědictví.